# Oderah Chidom
Oderah Obiageli Chidom (Hayward, 9 luglio 1995) è una cestista statunitense con cittadinanza nigeriana.

## Carriera
È stata selezionata dalle Atlanta Dream al terzo giro del Draft WNBA 2017 (31ª scelta assoluta).
Con la Nigeria ha disputato i Giochi olimpici di Tokyo 2020 e i Campionati africani del 2021.